# Abbaye du Sauvoir
L'abbaye du Sauvoir était une abbaye de moniales cisterciennes, qui était située au sud d'Athies-sous-Laon, fondée en 1220 ou 1228, selon les sources, par l'évêque de Laon, Anselme, pour recevoir les religieuses n'ayant pu entrer à l'abbaye de Montreuil-les-Dames.

## Histoire
L’abbaye du Sauvoir est fondée en 1220 sous l’impulsion de l’évêque de Laon, Anselme de Mauny. Il cède une de ses terres établie sur le domaine de Bricom (actuelle faubourg d'Ardon) à des femmes désireuses d’entrer dans les ordres. Elles reçoivent rapidement des donations en terres, enrichissant leur patrimoine. En 1239, cette abbaye est affiliée à l’ordre de Cîteaux et placée sous la dépendance de l’abbaye de Foigny. Vers 1240, les religieuses quittent le terroir de Bricom, trop insalubre, pour la terre de la Ramée, au sud de Laon, donnée par le bailli Soibert.
Au XIVe siècle, Jeanne de Flandre, veuve d’Enguerrand IV de Coucy, donne plusieurs terres en entrant à l’abbaye puis en devient l’abbesse vers 1324. Pendant la guerre de Cent Ans, l'abbaye du Sauvoir est en grande partie ruinée puis restaurée sous l’impulsion de l’abbesse Catherine de Cordes.
En 1480, l'irrégularité et la désobéissance étaient telles que le chapitre général est alerté. La clôture n'est plus observée : les religieuses sortent fréquemment et les hommes ont libre accès dans le monastère. Les abbés Pierre de Vauclair et Pierre de Signy, de concert avec l'abbé Louis de Foigny, reçoivent mission du chapitre général d'aller enquêter sur place et de réformer le monastère. Que si l'abbesse ne veut pas prendre les mesures nécessaire ou si elle semble incapable de rétablir l'ordre, les abbés délégués doivent la déposer et en faire élire une autre. Quant aux religieuses rebelles, elles doivent être expulsées du monastère. Ces mesures sévères ne suffisent pas ; deux ans après, le chapitre général doit déléguer cette fois les abbés Jean de Châalis et Robert de Longpont, pour faire cesser les dissensions, les rébellions et les conspirations scandaleuses, pour expulser les religieuses rebelles sans espoir de retour, en faisant appel au besoin au bras séculier. Avec pleins pouvoirs aussi pour obliger les abbesses d'autres monastères à recevoir les religieuses expulsées. La paix semble, après cela, être revenue dans le monastère.
L’église est reconstruite vers 1550.
Dès le milieu du XVIe siècle, les religieuses ont recommencé à se relâcher. La plupart d'entre elles, issues de familles nobles et puissantes, se laissent regagner par l'attrait du monde. L'abbesse Louise de Choiseul s'emploie à la reformer, à rétablir la régularité et à faire refleurir la règle de saint Benoît. À partir de 1657, elle fait observer la clôture et établit quelques règlements plus sévères.
Dès 1677, Marie-Chrétienne de Choiseul-Praslin fait reconstruire le dortoir et restaurer le chœur de l’église, la couverture du cloître, la bergerie et le fournil. Un incendie éclate dans la nuit du 14 au 15 avril 1697 et cause d’importants dégâts. Le dortoir est reconstruit en 1731.
Le 13 février 1790, l'Assemblée constituante prononce l'abolition des vœux monastiques et la suppression des congrégations religieuses. L'abbaye est fermée. Les 17 moniales restantes quittent leur couvent vers la fin de l'année 1792. L’inventaire de ses biens est dressé. L'abbaye est mise en vente, comme bien national, en 1793. Les bâtiments sont détruits en 1795.

## Abbesses
Les abbesses sont appelées Madame.
D'après Dimier :
- 1246 : Helvide
- 1256-57 : Sibylle
- 1258 : Mélissende (†1294)
- 1294 : Emma de Bruyères (†1299)
- Agnès de Bruges (†1314)
- X
- ~1324-34 : Jeanne de Flandre (†1334), fille de Robert de Flandre[Note 1]
- X
- Jeanne de Montaigu (†1399)
- ~1436 : Guillaumine
- ~1464-79 : Catherine de Cordes (†1479)
- Anne de Poissy
- 1487 : Marie-Clémence (†1502)
- 1529 : Claude de Dinteville (†1531), démissionne en 1529
- 1529-41 : Françoise de Dinteville, sœur de la précédente
- 1541-56 : Madeleine de Châtillon (†1558), fille de Jacques, seigneur de Marigny, et d'Isabelle d'Aisse, démissionne en 1556
- 1556 : Jacqueline de Châtillon († 1578), nièce de la précédente, fille d'Antoine et Marguerite de Tuillières.

## Abbesses commendataires
Nommée par le roi
- ~1580-1617 : Louise de Balsac ou de Balzac (1554-†1628), fille de Thomas de Balsac et de Anne Gaillard de Longjumeau, venant de l'abbaye de Malnoue, nommé par le roi Henri III, démissionne  en 1617
- 1621-50 : Charlotte de la Chaussée d'Eu (†1650), nièce de la précédente
- 1651-76 : Louise de Choiseul-Praslin (†1676), fille de Ferry II de Choiseul, comte de Plessis, sœur de César de Choiseul du Plessis-Praslin, duc de Choiseul et de Gilbert de Choiseul du Plessis-Praslin.
- 1677-1712 : Marie-Chrétienne de Choiseul-Praslin (1640-1712), fille de César de Choiseul du Plessis-Praslin, nièce de la précédente, religieuse de la Visitation de Melun
- 1712-27 : Jeanne Barbotin de Sainte-Colombe (†1727)
- 1728 :  Louise de la Pierre de Frémur (†1764), religieuse de l'abbaye de la Joie
- 1764-70 : Jeanne de Barbançon
- 1771-72 : Marie-Thérèse Le Tonnelier de Breteuil (1733-1801)
- 1772-89 : Nicole-Madeleine de Préaudau, dernière abbesse

## Prieures
En cas de vacance du siège ou d'absence de l'abbesse, les affaires de la communauté sont gérées au nom du monastère, soit par la trésorière, soit par la prieure.
- ~1580 : Isabelle de Bezannes

## Patrimoine foncier
En 1228, Agathe de Chézy, épouse d'Hervise, seigneur de Buzancy donna des biens situés à Petit-Mont, Reneuil, Pirgy, Mortiers et Froidmont. Le 30 avril 1234, Emeline de Dercy, veuve de Robert de Landies, fit don d'une terre à Dercy.
L'abbaye possédait une cense à Manicamp dont la terre de la Malvoisine qui était un don de Jeanne de Flandre fait après la mort d’Enguerrand IV son époux, en 1311 ; des maisons à Laon, dont la maison-refuge (49° 33′ 53″ N, 3° 37′ 43″ E), à Vaux-sous-Laon, à Bruyères, des moulins, des dîmes.
A la veille de la Révolution, elle possédait des terres, des bois, des prés et des cens à Manicamp ; des prés et des maisons à Crécy-sur-Serre ; des terres, des prés et des droits de justice à Sinceny et à Autreville ; des jardins et des prés à Vorges, des terres à Montloué et à La Ferté-Chevresis ; des immeubles à Laon, à Essigny-le-Grand, à Clacy, à Vorges, à Parpeville, à Veslud, à Aulnois, à Bruyères, à Dercy, à Mennessis.